# أليوت وولفولك ميجر
أليوت وولفولك ميجر هو محامي وسياسي أمريكي، ولد في 20 أكتوبر 1864 في مقاطعة لينكولن في الولايات المتحدة، وتوفي في 9 يوليو 1949 في يوريكا في الولايات المتحدة. نشط حزبياً في الحزب الديمقراطي. وقد انتخب حاكم ميسوري ‏ (13 يناير 1913 – 8 يناير 1917).